# Вероланцы
Верола́нцы (фин. Vironkylä) — деревня в Гатчинском муниципальном округе Ленинградской области.

## История
Деревня Вереланск из 7 дворов упоминается на «Топографической карте окрестностей Санкт-Петербурга» Ф. Ф. Шуберта 1831 года.

ВЕРОЛАНСКИ — деревня принадлежит генерал-майору Шкурину, число жителей по ревизии: 15 м. п., 16 ж. п. (1838 год)

Согласно картам Ф. Ф. Шуберта 1844 года и С. С. Куторги 1852 года деревня называлась Вереланск.
В пояснительном тексте к этнографической карте Санкт-Петербургской губернии П. И. Кёппена 1849 года она записана как деревня Wironkylä (Веролански, Вероланск) и указано количество её жителей на 1848 год: савакотов — 7 м. п., 11 ж. п., всего 18 человек.
Согласно 9-й ревизии 1850 года деревня называлась Вероланская и принадлежала генералу Шкурину.

ВЕРОЛАНДСК — деревня княгини Трубецкой, по просёлочной дороге, число дворов — 6, число душ — 12 м. п. (1856 год)

Согласно «Топографической карте частей Санкт-Петербургской и Выборгской губерний» в 1860 году деревня Вероланцы состояла из 6 крестьянских дворов.

ВЕРОЛАНДСКАЯ (ВЕРЕЛАНЦЫ) — деревня владельческая при колодцах, число дворов — 6, число жителей: 16 м. п., 15 ж. п. (1862 год)

В 1863 году временнообязанные крестьяне деревни выкупили свои земельные наделы у Е. Е. Трубецкой и стали собственниками земли.

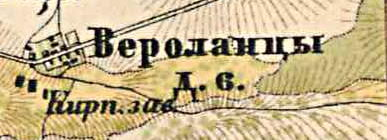
План деревни Вероланцы. 1885 год

В 1885 году деревня Вероланцы насчитывала 6 дворов.
В конце XIX века деревня административно относилась к Губаницкой волости 1-го стана Петергофского уезда Санкт-Петербургской губернии, в начале XX века — 2-го стана. Население деревни было исключительно финским.
К 1913 году количество дворов увеличилось до 12.
С 1917 по 1921 год деревня Вероланцы входила в состав Елизаветинского сельсовета Губаницкой волости Петергофского уезда.
С 1921 года в составе Дылицкого сельсовета.
С 1922 года вновь в составе Елизаветинского сельсовета.
С 1923 года в составе Венгисаровской волости Гатчинского уезда.
Согласно данным переписи населения СССР 1926 года в деревне Вераланцы Елизаветинского сельсовета Венгисаровской волости Троцкого уезда проживали 123 человека — финны и русские.
Согласно областным административным данным с 1 августа 1927 года деревня Вероланцы учитывалась как посёлок Вероланцы в составе Гатчинского района.
В 1928 году население посёлка Вероланцы также составляло 123 человека.
По данным 1933 года, это была деревня, которая называлась Вереланцы и входила в состав Елизаветинского сельсовета Красногвардейского района.
Согласно топографической карте 1934 года деревня насчитывала 12 дворов.
C 1 августа 1941 года по 31 января 1944 года Вереланцы находились в оккупации.
В 1958 году население деревни Вероланцы составляло 102 человека.
По данным 1966, 1973 и 1990 годов деревня называлась Вероланцы и также входила в состав Елизаветинского сельсовета.
В 1997 году в деревне проживали 109 человек, в 2002 году — 89 человек (русские — 83%), в 2007 году — 85.

## География
Деревня расположена в северо-западной части района близ автодороги 41А-002 (Гатчина — Ополье).
Расстояние до административного центра поселения, посёлка Елизаветино — 2 км.
Расстояние до ближайшей железнодорожной станции Елизаветино — 2 км.

## Демография
| 1862 | 2007 | 2010 | 2017 |
| ---- | ---- | ---- | ---- |
| 31   | ↗85  | ↘80  | ↗97  |

### Национальный состав
Согласно данным Всероссийской переписи населения 2021 года в деревне проживали 140 человек, из них:
 русские — 139, финны — 1 человек.